# Heinrich von Rhede (Domherr, † 1602)
Heinrich von Rhede (* im 16. Jahrhundert; † 1602) war Domherr in Münster.

## Leben
Heinrich von Rhede, Spross des niederländischen Zweigs des ursprünglich westfälischen Adelsgeschlechts Rhede, entstammte der emsländischen Familie von Rhede zu Brandlecht, die von der 2. Hälfte des 15. Jahrhunderts bis 1715 Inhaber des Lehens über die Burg Brandlecht war. Er war der Sohn des Adrian von Rhede zu Brandlecht (Geheimer Rat des Bischofs von Utrecht) und dessen Gemahlin Lucia von Goor. Sie hatten am 23. Mai 1516 die Ehe geschlossen. Sein Bruder Friedrich (* 1519) war von 1539 bis 1545 Domherr in Münster. Im Jahre 1554 erhielt Heinrich eine münstersche Dompräbende. Am 8. Mai 1557 legte er ein Studienzeugnis der Universität Bologna vor. Nach einer strittigen Präbendalsache verzichtete Heinrich im Juni 1572 auf seine Pfründe und heiratete im Jahre 1574 Gräfin Elisabeth von Mansfeld-Arnstein. Die Ehe brachte sechs Kinder hervor, darunter die Domherren Wilhelm Friedrich und Johann Albert sowie der Malteserritter Adolf Friedrich (1650 Großprior zu Heitersheim). Johann Albert war mit Agnes Sibylla von Asbeck zu Goor verheiratet. Aus der Ehe stammte der Sohn Bernhard Wilhelm, Großrpior zu Heitersheim.